# جان مورگان
جان مورگان (انگلیسی: John Morgan؛ زادهٔ ۱۵ مارس ۱۹۷۷) مجری رادیو و روزنامه‌نگار اهل ایالات متحده آمریکا است، که در زمینه هنرهای رزمی ترکیبی فعالیت می‌کند.